# Simon Ungers
Simon Ungers (Colonia, 8 maggio 1957 – Hürth, 6 marzo 2006) è stato un architetto tedesco.

## Biografia

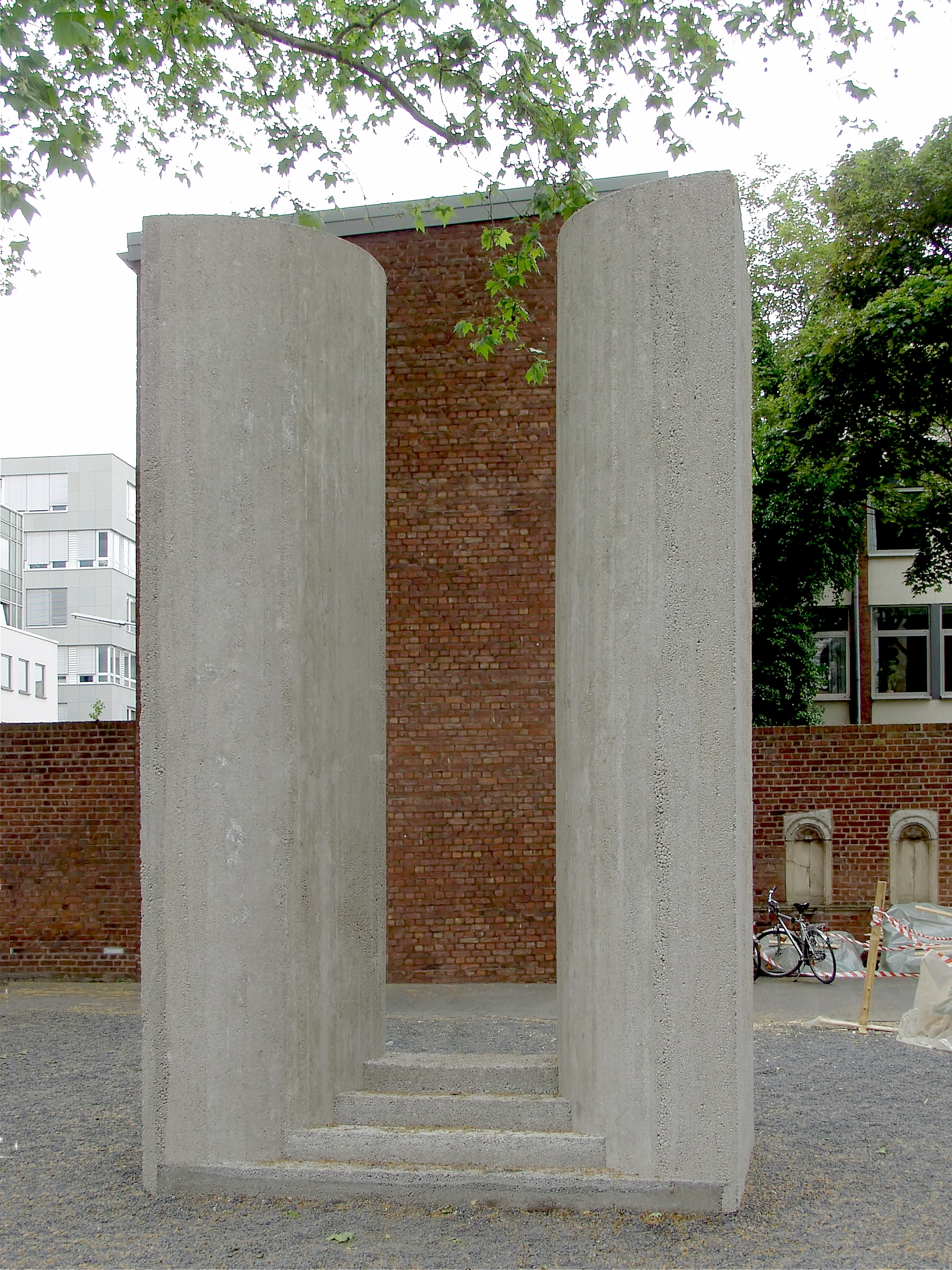
"Forum",Opera di Simon Ungers a Colonia.

Nel 1969 si trasferì negli Stati Uniti.
Studiò architettura nella Cornell University, dal 1975 e si laureò nel 1980
Nel 1985 iniziò a vivere a New York, compaginando l'arte e l'architettura.
È stato cofondatore e membro dello studio di architettura UKZ.
La sua architettura e le sue sculture sono state ospitate in numerose esposizioni, come quella di Urban Structures, che riuniva undici newyorkesi ed ebbe luogo nella Lothringersstrasse di Monaco o l'esposizione Cubos nel Museo Exposeum.
Il suo particolare avvicinamento artistico all'architettura, gli ha fatto concepire plastici architettonici che si convertono in vere sculture, e che come tali, vengono poi esposte nelle gallerie d'arte.
Morì il 6 marzo 2006 a Hürth, nel circondario del Reno-Erft, Germania, dopo una lunga malattia.